# Punta Piris
Punta Piris ist eine Landspitze am südlichen Ende der Rongé-Insel vor der Danco-Küste des Grahamlands im Norden der Antarktischen Halbinsel. Sie markiert die nördliche Begrenzung der westlichen Einfahrt von der Gerlache-Straße in den Errera-Kanal.
Argentinische Wissenschaftler benannten sie. Der weitere Benennungshintergrund ist nicht überliefert.